# Glotzia incilis
Glotzia incilis är en svampart som beskrevs av Strongman & M.M. White 2008. Glotzia incilis ingår i släktet Glotzia och familjen Legeriomycetaceae.   Inga underarter finns listade i Catalogue of Life.